# Чуб-Тараш-Махале
Чуб-Тараш-Махале (перс. چوب تراش محله) — село в Ірані, у дегестані Північний Ростамабад, в Центральному бахші, шагрестані Рудбар остану Ґілян. За даними перепису 2006 року, його населення становило 79 осіб, що проживали у складі 18 сімей.

## Клімат
Середня річна температура становить 14,10°C, середня максимальна – 28,23°C, а середня мінімальна – -1,06°C. Середня річна кількість опадів – 857 мм.
| Клімат поселення                              | Клімат поселення | Клімат поселення | Клімат поселення | Клімат поселення | Клімат поселення | Клімат поселення | Клімат поселення | Клімат поселення | Клімат поселення | Клімат поселення | Клімат поселення | Клімат поселення | Клімат поселення |
| Показник                                      | Січ.             | Лют.             | Бер.             | Квіт.            | Трав.            | Черв.            | Лип.             | Серп.            | Вер.             | Жовт.            | Лист.            | Груд.            |                  |
| Середній максимум, °C                         | 10,38            | 11,23            | 12,80            | 17,51            | 21,04            | 26,78            | 28,23            | 28,12            | 23,51            | 20,81            | 17,10            | 11,84            |                  |
| Середня температура, °C                       | 4,67             | 5,51             | 7,08             | 11,80            | 15,30            | 21,06            | 23,92            | 23,81            | 19,21            | 16,51            | 12,81            | 7,55             |                  |
| Середній мінімум, °C                          | −1,06            | −0,21            | 1,34             | 6,08             | 9,57             | 15,34            | 19,62            | 19,51            | 14,91            | 12,21            | 8,50             | 3,24             |                  |
| Норма опадів, мм                              | 84               | 70               | 79               | 56               | 41               | 25               | 22               | 38               | 82               | 126              | 113              | 121              |                  |
| Середньомісячна швидкість вітру, м/с          | 2.26             | 2.56             | 2.42             | 2.44             | 2.25             | 2.33             | 2.51             | 2.26             | 1.95             | 2.09             | 1.96             | 2.05             |                  |
| Середньомісячна сонячна радіація, кДж/м²·день | 7171             | 9362             | 11339            | 15848            | 19812            | 22087            | 22861            | 19416            | 15862            | 11101            | 8813             | 6824             |                  |
| --------------------------------------------- | ---------------- | ---------------- | ---------------- | ---------------- | ---------------- | ---------------- | ---------------- | ---------------- | ---------------- | ---------------- | ---------------- | ---------------- | ---------------- |
| Джерело:                                      |                  |                  |                  |                  |                  |                  |                  |                  |                  |                  |                  |                  |                  |